# Ann Dvorak
Ann Dvorak (New York, 2 augustus 1912 - Honolulu, 10 december 1979), geboren als Anna McKim, was een Amerikaans actrice.

## Biografie
Dvorak werd als Anna McKim geboren in New York, als dochter van actrice Anna Lehr en acteur/regisseur Samuel McKim. Al vanaf 1916 was Dvorak te zien in films onder de naam Baby Anna Lehr.
In de jaren 20 trok Dvorak naar Metro-Goldwyn-Mayer om hier als dansinstructeur te werken. Hierdoor kreeg ze figurantenrollen als een koormeisje in veel verschillende films. Howard Hughes hielp haar aan haar doorbraak als actrice in het dramagenre en Dvorak kreeg in 1932 haar grote debuut, toen ze te zien was als Paul Muni's zus in Scarface. In hetzelfde jaar was ze ook tegenover Joan Blondell en Bette Davis te zien in Three on a Match.
Dvorak werd al snel populair en kreeg veel hoofdrollen aangeboden in films bij Warner Brothers. In de jaren 30 was ze vooral te zien in romantische films en melodrama's. Ze werd een freelancer toen ze vond dat ze bij de studio veel te weinig betaald kreeg. Na de keuze werden haar rollen kleiner en de kwaliteit van de scripts namen ook af.
Dvorak vertrok tijdens de Tweede Wereldoorlog samen met haar Britse echtgenoot naar Engeland om hier het volk te helpen. Ze was hier werkzaam als ambulancechauffeur. Ook was ze te zien in verscheidene Britse films.
Dvorak ging met pensioen in 1951, toen ze trouwde met haar derde en laatste man, met wie ze getrouwd bleef tot zijn dood in 1977. Ze kreeg nooit kinderen. Hierna leefde ze anoniem in Honolulu tot haar dood in 1979. Over haar overlijdensoorzaak bestaat geen zekerheid.

## Filmografie
| - 1916:Ramona - 1917:The Man Hater - 1920:The Five Dollar Plate - 1929:The Hollywood Revue of 1929 - 1929:So This Is College - 1929:It's a Great Life - 1929:Devil-May-Care - 1930:The March of Time - 1930:Chasing Rainbows - 1930:The Woman Racket - 1930:Lord Byron of Broadway - 1930:Free and Easy - 1930:Children of Pleasure - 1930:Our Blushing Brides - 1930:Way Out West - 1930:Good News - 1930:Love in the Rough - 1931:Dance, Fools, Dance - 1931:A Tailor Made Man - 1931:Just a Gigolo - 1931:Politics - 1931:Son of India - 1931:This Modern Age - 1931:The Guardsman - 1932:Sky Devils - 1932:Scarface - 1932:The Crowd Roars - 1932:The Strange Love of Molly Louvain - 1932:Love Is a Racket - 1932:Stranger in Town - 1932:Crooner - 1932:Three on a Match - 1933:The Way to Love - 1933:College Coach - 1934:Massacre - 1934:Heat Lightning - 1934:Midnight Alibi - 1934:Friends of Mr. Sweeney - 1934:Housewife - 1934:Side Streets | - 1934:I Sell Anything - 1934:Gentlemen Are Born - 1934:Murder in the Clouds - 1935:Sweet Music - 1935:'G' Men - 1935:Bright Lights - 1935:Dr. Socrates - 1935:Thanks a Million - 1937:We Who Are About to Die - 1937:Racing Lady - 1937:Midnight Court - 1937:The Case of the Stuttering Bishop - 1937:She's No Lady - 1937:Manhattan Merry-Go-Round - 1938:Merrily We Live - 1938:Gangs of New York - 1939:Blind Alley - 1939:Stronger Than Desire - 1940:Cafe Hostess - 1940:Girls of the Road - 1942:This Was Paris - 1943:Squadron Leader X - 1943:Escape to Danger - 1945:Flame of Barbary Coast - 1945:Masquerade in Mexico - 1946:Abilene Town - 1946:The Bachelor's Daughters - 1947:Out of the Blue - 1947:The Private Affairs of Bel Ami - 1947:The Long Night - 1948:The Walls of Jericho - 1950:Our Very Own - 1950:A Life of Her Own - 1950:The Return of Jesse James - 1950:Mrs. O'Malley and Mr. Malone - 1951:I Was an American Spy - 1951:The Secret of Convict Lake |

- Bibsys: 6065687
- Biblioteca Nacional de España: XX1166749
- Bibliothèque nationale de France: cb14174188t (data)
- Gemeinsame Normdatei: 172051274
- International Standard Name Identifier: 0000 0000 8101 5300
- Library of Congress Control Number: n87934843
- Nationale Bibliotheek van Tsjechië: xx0158605
- Nationale bibliotheek van Australië: 42980410
- Nationale Bibliotheek van Israël: 987007372366505171
- Nederlandse Thesaurus van Auteursnamen: 310926173
- SNAC: w6252hhv
- Système universitaire de documentation: 075179350
- Trove: 1458623
- Virtual International Authority File: 22351586
- WorldCat: E39PBJdcvF9prPqDkY6mYRDH4q